# Дім-музей В.І. Леніна (Уфа)

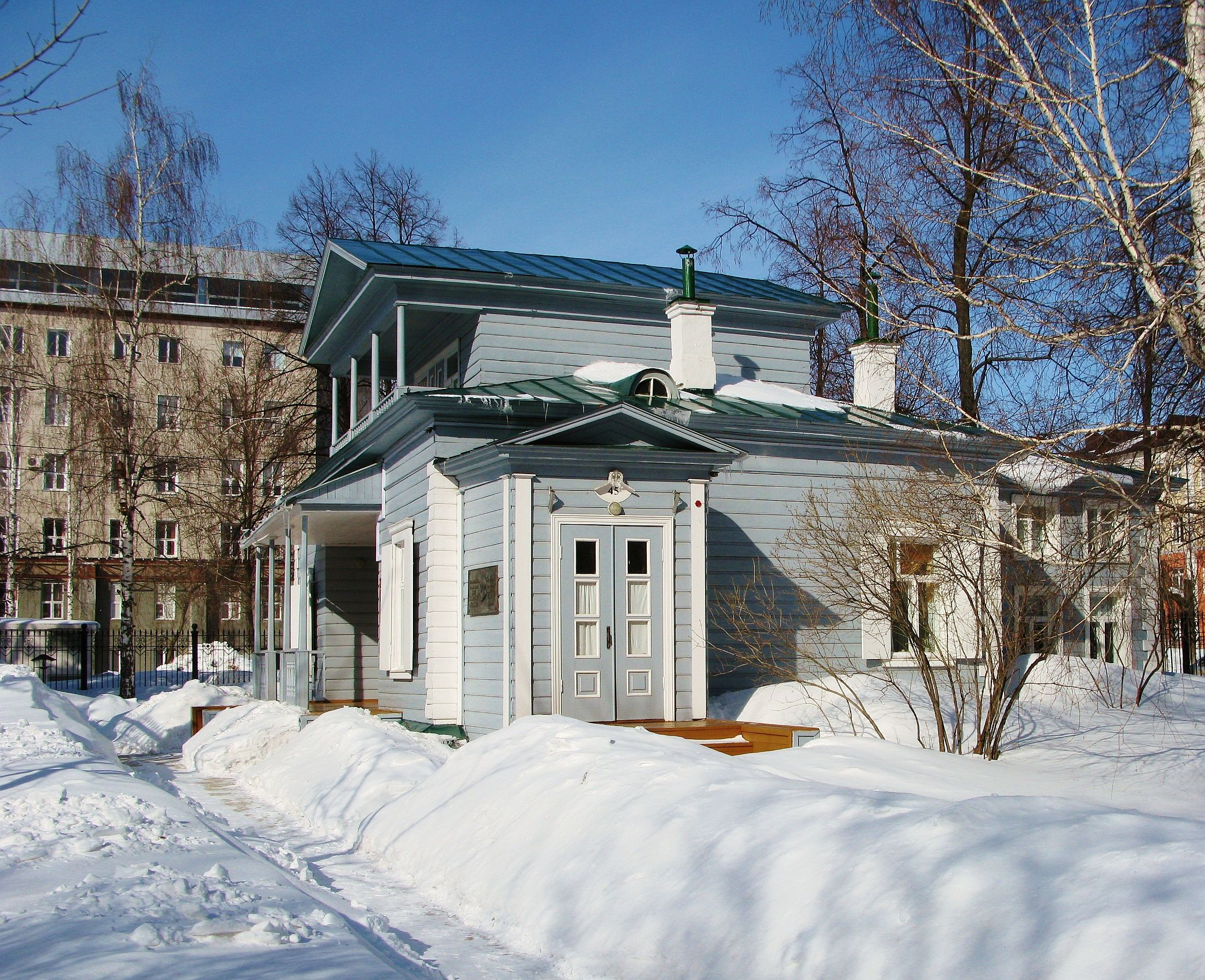
Дім-музей Леніна взимку

Дім-музей В.І. Леніна в Уфі розташований на вулиці Достоєвського в Кіровському районі міста.

## Історія
В.І. Ленін відвідав Уфу двічі — у лютому та червні 1900 р. Під час другого приїзду його дружина Н.К. Крупська зняла в Уфі будинок з мезоніном на розі вулиць Жандармської (нині — Крупської) і Тюремної (нині — Достоєвського), де Ленін прожив майже три тижні.
В честь цього перебування Леніна в Уфі вирішено організувати музей. Для цих цілей був обраний двоповерховий будинок, який знаходився поруч із будинком, у якому жив Ленін. Архітектором проекту був Г. Адамович. Проект був готовий у квітні 1938 р. Роботи проводилися у 1938-1941 рр. під спостереженням Н.К. Крупської. Відтворена обстановка того часу, а за наполяганням Крупської тут же була влаштована виставка, що показує життя і революційну діяльність Леніна. 
Дім-музей відкрився 21 січня 1941 р. Через три місяці кількість відвідувачів перевищила 12 тисяч осіб, а всього за час функціонування музею його відвідало більше чотирьох мільйонів осіб з 87 держав. Перший директор музею - Ш. Ханафін. Більше сорока років з 1943 р. очолювала музей Хаят Ахметова.
У 1980-х рр. навколо музею організована меморіальна зона. Поруч з музеєм відтворена частина дореволюційної Уфи. Тут були побудовані будинки з червоної цегли, прокладені вулиці з бруківкою, встановлені вуличні ліхтарі. Ця територія була оголошена пам'ятником архітектури під охороною держави.
Музейний комплекс проіснував до 2002 р. Він був знесений разом з дійсно старовинними будівлями рубежу XIX-XX ст., а замість нього в 2003-2005 рр. зведений елітний житловий комплекс. Однак музей в старовинному будиночку вцілів і продовжує працювати.